# هانيلور شروت
هانيلور إميلي كيتي غريت شروث (10 يناير 1922 - 7 يوليو 1987) كانت ممثلة ألمانية سينمائية ومسرحية وتلفزيونية امتدت مسيرتها المهنية لأكثر من خمسة عقود.
بدأت هانيلور شروث التصوير في ثلاثينيات القرن العشرين وظهرت في الأفلام والإنتاجات التلفزيونية الألمانية لبقية حياتها. في السويد، أصبحت معروفة بدورها كسيدة بيتريل في أفلام عن إميل في لونيبيرغا.

## الحياة المهنية
ولدت في برلين عام 1922، وكانت ابنة ممثلي المسرح والسينما الشعبيين هاينريش شروت وكيتي هاك. كان أخوها الأكبر غير الشقيق الممثل والمخرج السينمائي كارل هاينز شروت (1902–1989)، الذي كان نتاج زواج والدها شروت السابق من إلسي روترسهايم.

## وصلات خارجية
- Hannelore Schroth في قاعدة بيانات الأفلام على الإنترنت